# Allard K-Serie
Die Allard K-Serie ist eine Reihe von zweisitzigen Sporttourern, die die britische Firma Allard von 1946 bis 1956 in drei Ausführungen baute.

## K1
Der K1 ähnelte dem zeitgenössischen Rennwagenmodell J1, mit dem es auch den Antriebsstrang und das Fahrwerk teilte. Allerdings hatte der Wagen einen um 152 mm größeren Radstand und einen etwas höher verdichteten Motor mit etwas höherer Leistung. Im Unterschied zum J1 besaß der K1 auch vordere Stoßfänger und eine andere Dachkonstruktion.
Der seitengesteuerte V8-Motor stammte zunächst aus dem Ford V8 Modell 01A/02A, später aus dem Ford Pilot, ebenso wie das Dreiganggetriebe. Der Motor hatte einen Hubraum von 3622 cm³ (Bohrung × Hub = 77,79 mm × 96,25 mm), war 7:1 verdichtet und leistete mit Ford-Vergaser 95 bhp (70 kW) bei 3800/min. Die Höchstgeschwindigkeit des Wagens wird mit 149 km/h angegeben.
Die Vorderräder waren einzeln aufgehängt und hatten eine Querblattfeder. Die angetriebenen Hinterräder hingen an einer Starrachse, die ebenfalls an einer Querblattfeder aufgehängt war. Der Radstand betrug 2692 mm, die Spur vorne/hinten 1422 mm. Der Rahmen bestand aus Stahlrohren, die Karosserie aus Aluminium.

## Bilder

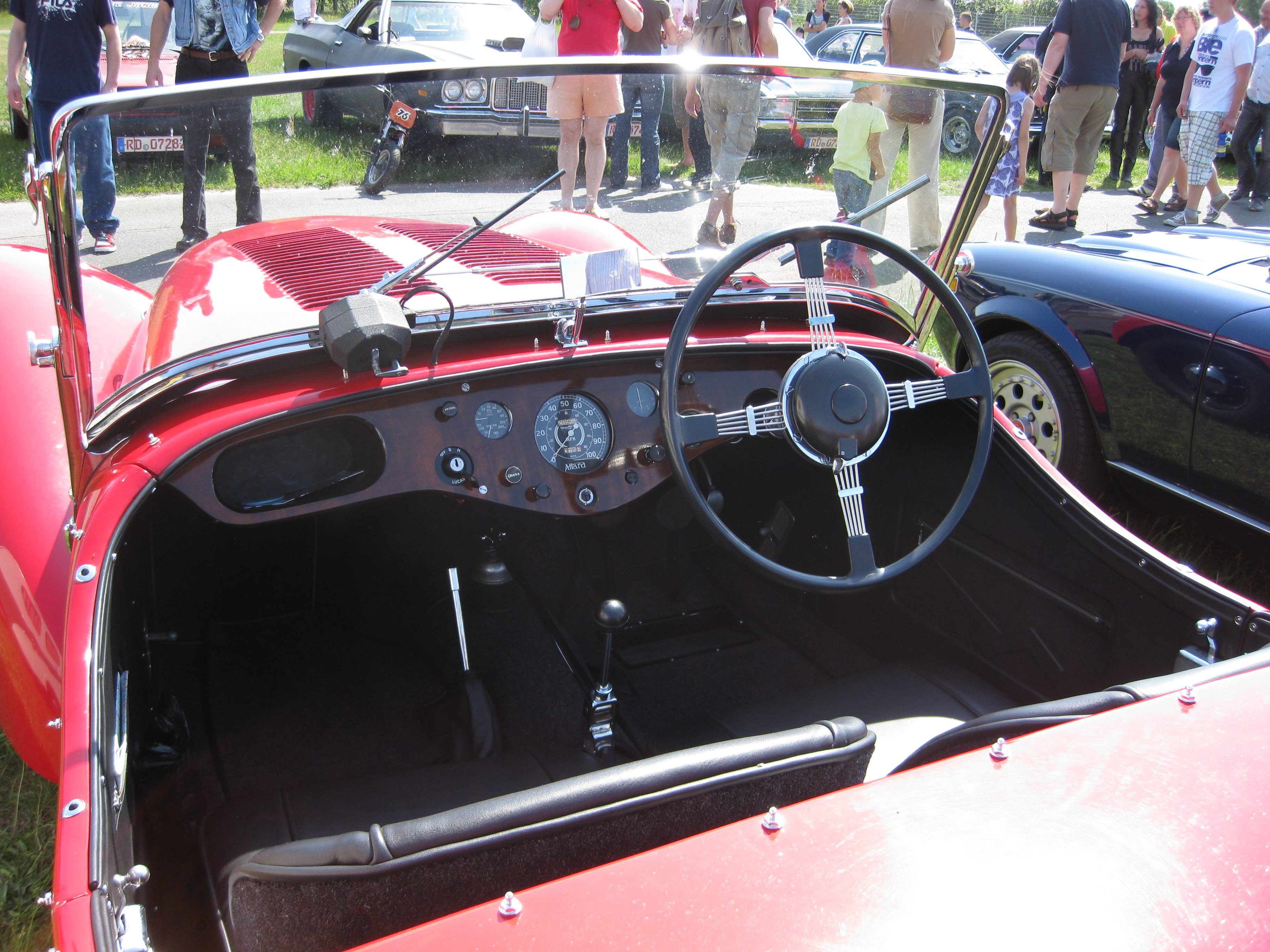
Das Cockpit
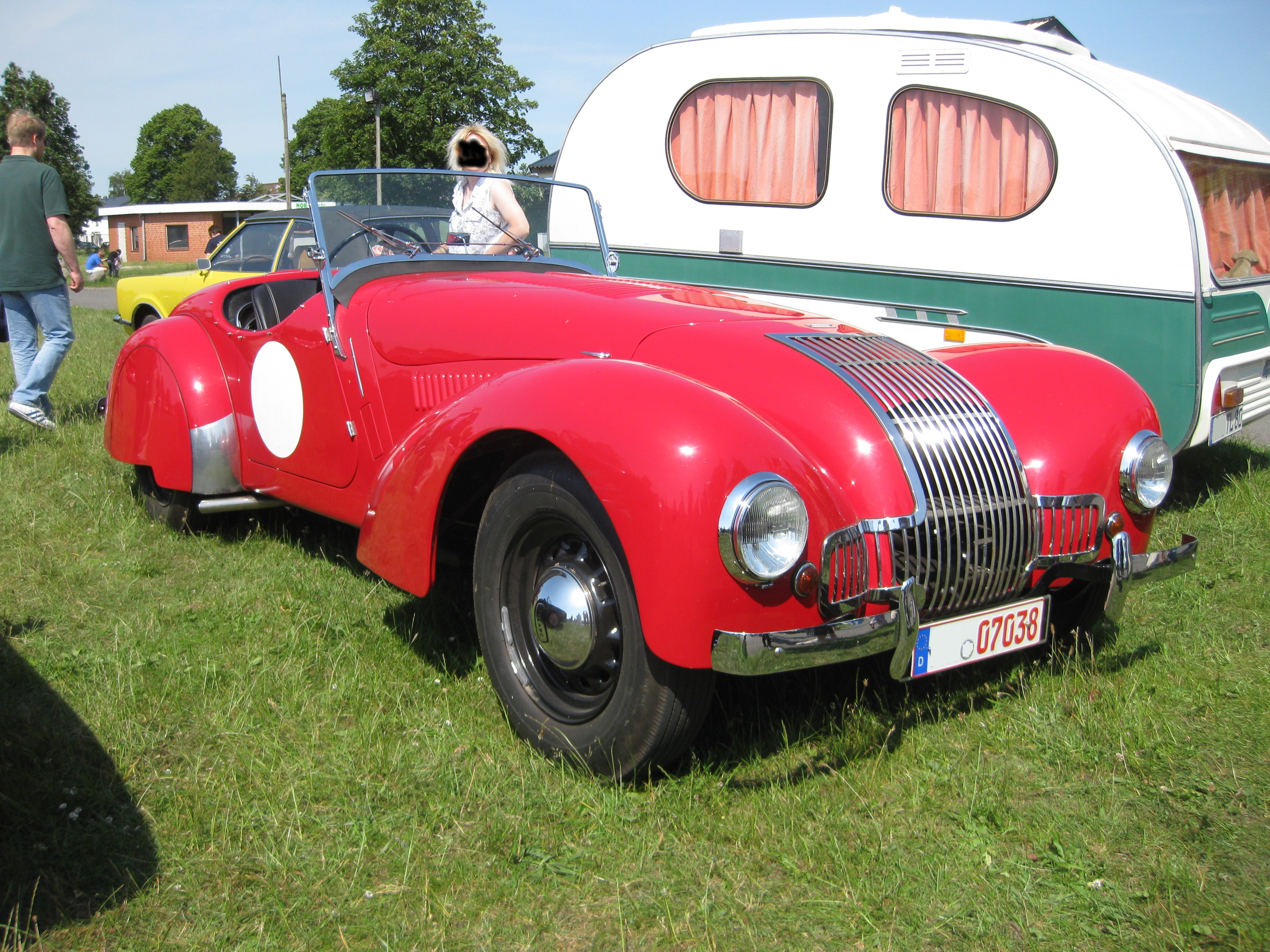
Frontansicht
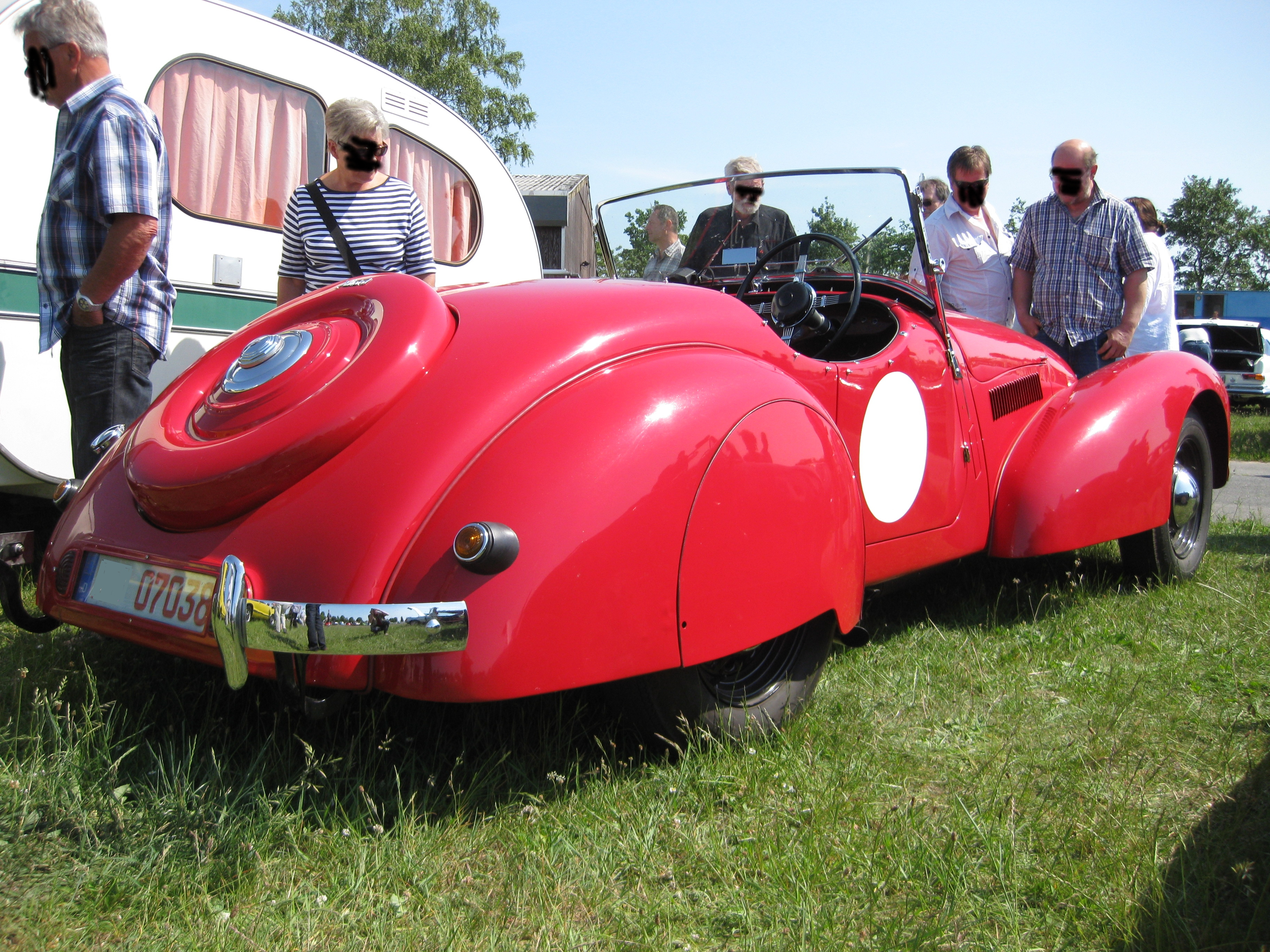
Heckansicht

## K2
Der K2 ähnelte dem zeitgenössischen Rennwagenmodell J2, mit dem es auch den Antriebsstrang und das Fahrwerk teilte. Allerdings hatte der Wagen wiederum einen um 152 mm größeren Radstand und einen Motor mit anderer Vergaserbestückung und niedriger Leistung. Im Unterschied zum J2 besaß der K2 auch rahmenfeste Kotflügel, vordere Stoßfänger und eine andere Dachkonstruktion. Die Veränderungen gegenüber dem Vorgänger K1 beschränkten sich auf den Motor und die geänderte Motorhaube mit A-förmigem Kühlergrill.
Der seitengesteuerte V8-Motor und das Dreiganggetriebe stammten wiederum aus dem Ford-Regal. Der Motor hatte einen Hubraum von 3917 cm³ (Bohrung × Hub =  81 mm × 96,26 mm), war 7,5:1 verdichtet und leistete mit seinem Ford-Vergaser 100 bhp (74 kW) bei 3800/min. (Der J2 mit sonst gleichem Motor hatte 2 Solex-Vergaser und leistete 140 bhp.) Die Höchstgeschwindigkeit stieg auf 163 km/h, sodass es sich um ein echtes „Hundertmeilenauto“ handelte.
Die Vorderräder waren einzeln aufgehängt und hatten Schraubenfedern. An der Hinterachse gab es keine Veränderungen. Radstand und Spurweite blieben ebenfalls unverändert.

## K3
Der K3 ähnelte optisch dem zeitgenössischen Modell Palm Beach. Die neue Pontonkarosserie war länger und schmäler als die Karosserien der Vorgänger. Technisch stellte das neue Modell eine Mischung seiner beiden Vorgänger dar.
Der Motor entsprach in Größe und Leistung dem des K1. Mit dem K2 stimmte die Vorderachskonstruktion überein. Neu war die De-Dion-Achse hinten. Der Radstand war gleich geblieben, die Spurweite aber wuchs um 64 mm auf 1486 mm.